# 시러큐스 스타스 (1877년)

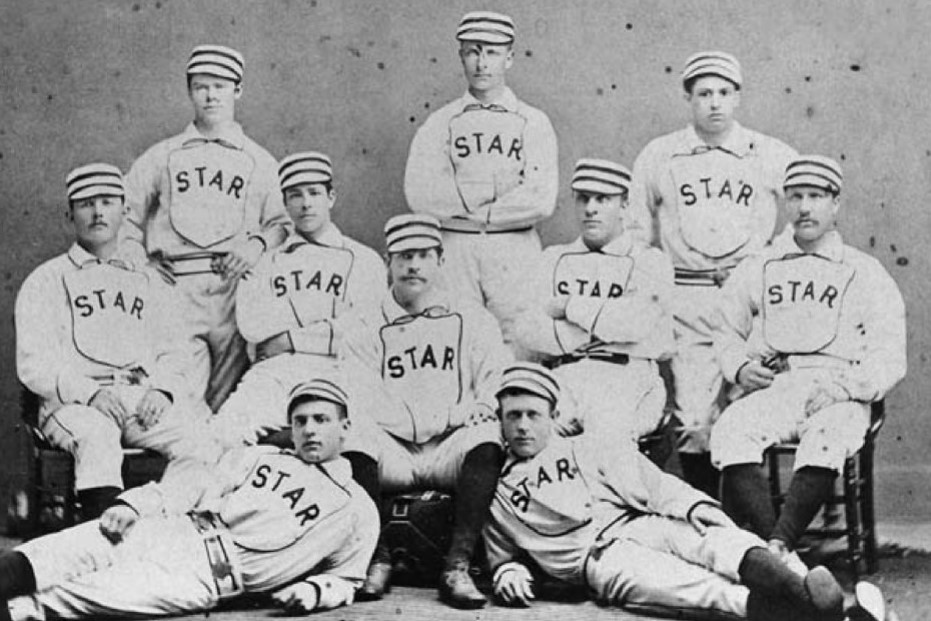
1877년 시러큐스 스타스 선수들.

시러큐스 스타스(Syracuse Stars)는 19세기에 존재했던 미국의 프로 야구 팀이다. 1877년에 창단되어, 1878년 시즌에 인터내셔널 어소시에이션에 소속되어 2위를 기록했다. 다음 해인 1879년 시즌 내셔널 리그에 소속되어 22승 48패를 기록하며 8팀 중 7위를 했고, 시즌 후 해체의 길을 걸었다.